# 青少年力量
青少年力量協會，英文名稱為Youth Voice Association，一般簡稱為青少年力量及Youth Voice。該會於2007年4月成立，並於2010年9月獲香港稅務局認可為慈善團體。該會由二十多名中學生及大學生發起成立，旨在凝聚青少年力量，以貢獻社會。該會成立目的是推動及組織青少年關心和參與社會事務。透過協助青少年團體成立、運作及提供資助，鼓勵青少年爭取公義、推動和諧、為弱勢發聲，以青少年的角度貢獻社會。

## 主要成員名單
任期：2010年4月4日至2011年4月3日

### 幹事會
- 總幹事：熊百祥 Fredie

### 理事會
- 會長：陳千容 Erika
- 副會長：周哲光 Calvin
- 文書：馬曉燕 Tammy
- 司庫：黎偉舜 Vincent
- 設計：林恩如 Cristal
- IT：李嘉敏 Carmen

### 執委會
- 主席：林家麟 Alan
- 副主席：卓婉瓊 Yuki
- 副主席：黃肖茹 Fani
- 司庫：陳冠華 Louis

## 過往活動

### 2010-2011年度活動
- 探訪復康中心
- 民主運動‧薪火相傳

### 2009-2010年度活動
- 風雨同露過年篇
- 福餅贈老傳溫情2009
- 貝澳生態拯救行動Take2
- 健康屋苑在耀東
- 「下次帶埋我出街」環保袋宣傳活動
- 青年不會忘記
- 端陽暖萬心2009

### 2008-2009年度活動
- 貝澳生態拯救行動
- 爭取全民退休保障遊行
- 健康大使訓練課程
- 「一人一信」反對京華道屏風樓簽名行動
- 訪問基層團體
- 第一屆幹事嘉許禮
- 厚德邨無煙屋苑運動

### 2007-2008年度活動
- 「尊重女藝人宣言」記者會
- 樂富邨無煙屋苑運動
- 冬歲長者探訪
- 無煙在西環
- 聲援最低工資遊行
- 反煙游擊隊
- 華富邨無煙屋苑運動

## 屬會
- 青少年健康協進會(前身為青少年反吸煙委員會)
- 青少年擁抱社區協會
- 青少年拯救環境力量
- 青少年環保委員會(已解散)

## 連結
- 青少年力量網頁
- 青少年健康協進會網頁